# میز زخمی
میز زخمی (اسپانیایی: La mesa herida‎) تابلوی نقاشی رنگ روغن روی بوم اثر فریدا کالو نقاش مکزیکی است که در سال ۱۹۴۰ کشید. در این تابلو فریدا کالو با لباس بومی مکزیکی تیوانا وسط میز درازی نشسته است و اطرافش نمادهای فراوانی به چشم می‌خورد. میز چنان که زخمی باشد، خون‌ریزی دارد. خون بر دامن فریدا هم چکیده است. سمت راست او اسکلتی نشسته است و سمت چپش پیکر سفیدی جای دارد. بین فریدا و اسکلت، تندیسی نایاریتی نشسته است که دستش دراز شده و به بازوی فریدا پیوند خورده است. موهای فریدا باز است و دسته‌ای از موی او بر دست اسکلت قرار دارد. یک آهوی خالدار و دو کودک مکزیکی نیز سر میز حضور دارند. فریدا در این نقاشی عناصر کلیشه فرهنگ مکزیکی را به کار گرفته است.